# Saint-Beauzire (Haute-Loire)
Saint-Beauzire (okzitanisch: Sent Baudeli) ist eine französische Gemeinde mit 453 Einwohnern (Stand: 1. Januar 2022) im Département Haute-Loire in der Region Auvergne-Rhône-Alpes (vor 2016 Auvergne). Sie gehört zum Arrondissement Brioude und zum Kanton Pays de Lafayette. 

## Geographie
Saint-Beauzire liegt etwa zehn Kilometer westlich von Brioude. An der südwestlichen Gemeindegrenze verläuft das Flüsschen Violette.
Umgeben wird Saint-Beauzire von den Nachbargemeinden Lorlanges im Norden, Saint-Géron im Norden und Nordosten, Beaumont im Nordosten, Paulhac und Saint-Laurent-Chabreuges im Osten, Saint-Just-près-Brioude im Südosten und Süden, Lubilhac im Südwesten und Westen, Grenier-Montgon im Westen sowie Espalem im Nordwesten.

## Bevölkerungsentwicklung
| Jahr                       | 1962 | 1968 | 1975 | 1982 | 1990 | 1999 | 2006 | 2017 |
| Einwohner                  | 367  | 282  | 249  | 230  | 236  | 271  | 306  | 415  |
| Quellen: Cassini und INSEE |      |      |      |      |      |      |      |      |

## Sehenswürdigkeiten
- Kirche Saint-Beauzire
- Burg Lespinasse, um 1360 erbaut
- Burg Bosbomparent aus dem 13. Jahrhundert, Umbauten aus dem 15. Jahrhundert, seit 2001 Monument historique

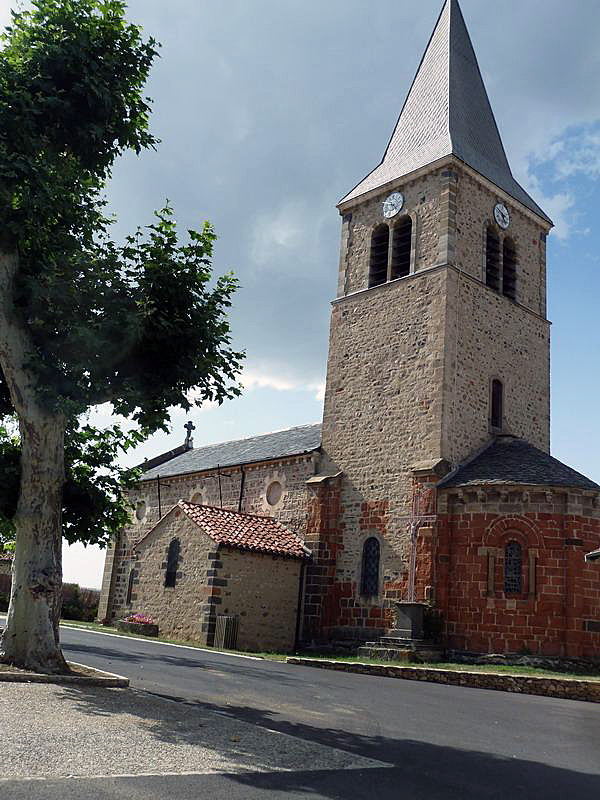
Kirche Saint-Beauzire
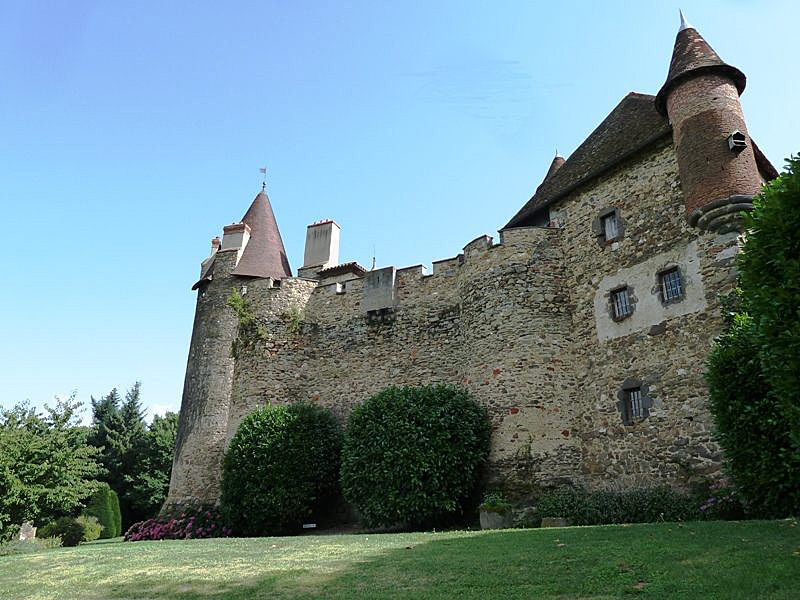
Burg Bosbomparent
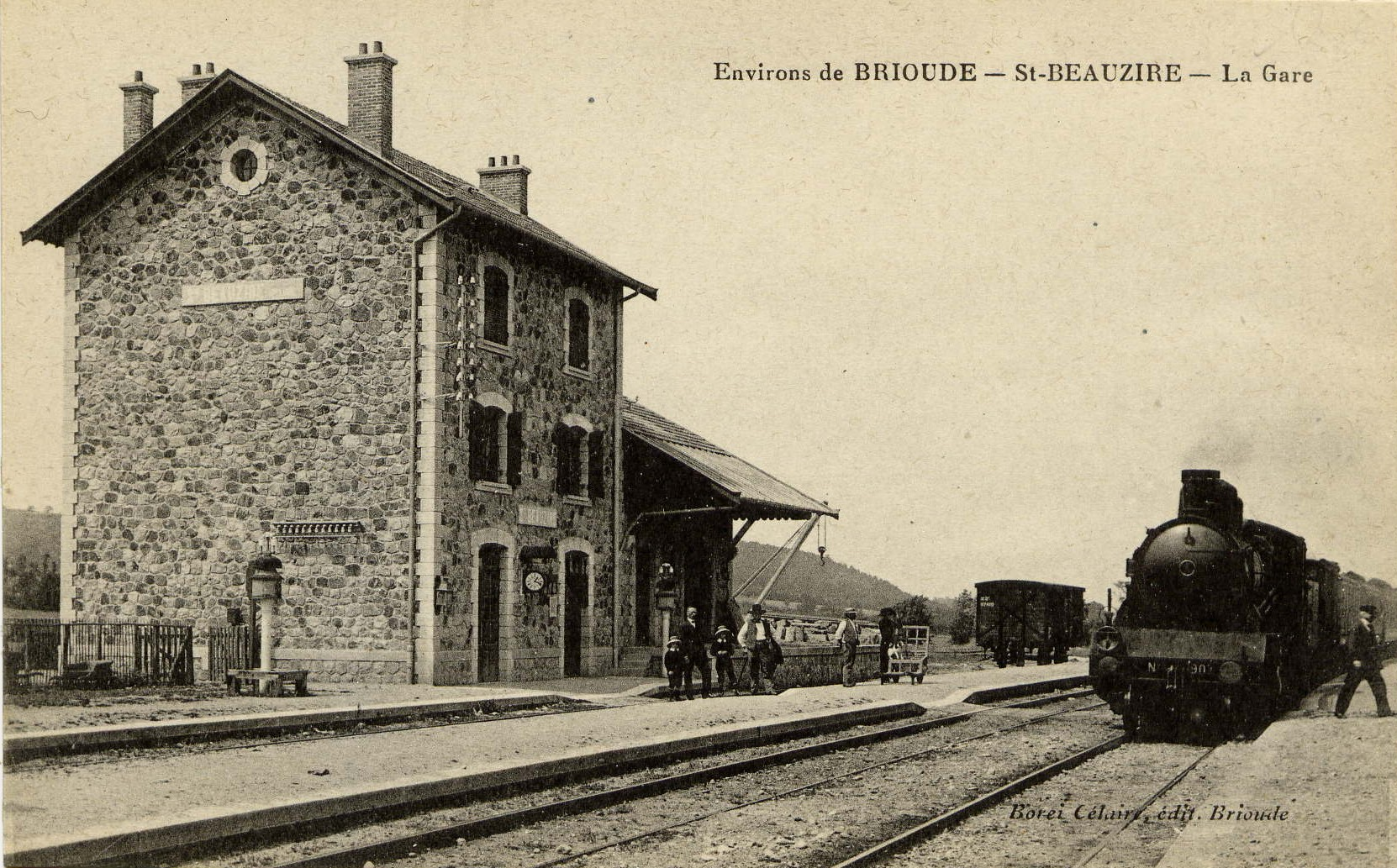
Bahnhofsgebäude (um 1920)